# 二度の結婚式と一度の葬式
『二度の結婚式と一度の葬式』（にどのけっこんしきといちどのそうしき、原題：두 번의 결혼식과 한 번의 장례식）は、2012年に韓国で公開されたロマンティック・コメディ映画。キムジョ・グァンス（金趙光秀）の長編映画監督デビュー作。
日本では劇場未公開。

## ストーリー
両親の干渉から抜け出したいゲイのミンス（キム・ドンユン）と養子を迎えたいレズビアンのヒョジン（リュ・ヒョンギョン）は、同じ病院で働く同僚医師。お互いの利害を一致させた2人は偽装結婚することに同意する。
ミンスとヒョジンは幸せな夫婦を演じながら、隣家に住むそれぞれのパートナーと密かに生活していた。異性愛者のカップルに与えられるすべての利点を享受しながら、世間の監視と親の不承認も防ぐことができるという快適な生活を送っていた2人。しかし、ミンスの両親が夫婦の生活に関与し始めたことで、計画に綻びが生じる。

## キャスト
- キム・ドンユン（朝鮮語版）：ミンス
- リュ・ヒョンギョン（朝鮮語版）：ヒョジン
- ソン・ヨンジン（朝鮮語版）：ソク
- チョン・エヨン（朝鮮語版）：ソヨン
- パク・チョンピョ：ティナ
- パク・スヨン：女王姉さん
- イ・スンジュン：ギョンナム
- キム・ジュンボム：ジュノ
- ハン・スンド：ヨンギル
- チャン・セヒョン：イクフン
- チェ・イルファ：ミンスの父　※特別出演
- シン・ヘジョン：ミンスの母　※特別出演
- クォン・ヘヒョ：先輩医師　※特別出演
- イ・ムンシク：神父　※特別出演
- チョン・インギ：タクシー運転手　※特別出演
- ユ・ヨンソク：ソクの弟　※特別出演
- シン・ヒョンシル：ソン看護師　※特別出演
- キム・ヒョク：ソクの元彼　※特別出演
- イ・ジュンヨン：ミンスの叔父　※特別出演

## 受賞

### 2012年度
- 第12回韓国国際女性映画祭：劇映画 ピッチ&キャッチ 観客人気賞（キムジョ・グァンス（金趙光秀））[4]
- 第12回韓国国際女性映画祭：劇映画 ピッチ&キャッチ アートレオン賞（キムジョ・グァンス（金趙光秀））[4]

## 舞台
2014年9月27日から11月30日まで、韓国の大学路・DCFデミョン文化工場2館ライフウェイホールにて、本映画を舞台化した音楽劇『トゥギョルハンジャン～二度の結婚式と一度の葬式』が上演された（「トゥギョルハンジャン」は韓国語原題の略称）。